# Dumb Money
Pour plus de détails, voir Fiche technique et Distribution.
Dumb Money ou Bêtement riche au Québec est un film américain réalisé par Craig Gillespie et sorti en 2023. Adapté de l'ouvrage The Antisocial Network: The GameStop Short Squeeze and the Ragtag Group of Amateur Traders That Brought Wall Street to Its Knees de Ben Mezrich (en), il revient sur l'affaire GameStop.
Il est présenté au festival international du film de Toronto 2023.

## Synopsis
Créée en 1991, la chaîne de magasins américains GameStop est en grande difficulté à la fin des années 2010. En raison d'importantes pertes financières, de nombreux points de vente ferment. L'année 2020 marque un tournant et l'entreprise fonce vers la faillite. Les fonds d'investissements prévoient alors une banqueroute de l'enseigne.
Alors qu'il est annoncé par des experts que l'action GameStop va chuter à 20 dollars, de nombreux jeunes opérateurs de marché — utilisateurs de Reddit — décident de soutenir GameStop et de contrer cette chute. Via le forum WallStreetBets, ils s'unissent et lancent une liquidation forcée des positions courtes. Cette affaire affole Wall Street et la presse mondiale.

## Fiche technique
Sauf indication contraire, les informations mentionnées dans cette section peuvent être confirmées par la base de données cinématographiques IMDb,  présente dans la section « Liens externes ».
- Titre original : Dumb Money
- Réalisation : Craig Gillespie
- Scénario : Rebecca Angelo et Lauren Schuker Blum, d'après The Antisocial Network: The GameStop Short Squeeze and the Ragtag Group of Amateur Traders That Brought Wall Street to Its Knees de Ben Mezrich (en)
- Musique : Will Bates
- Décors : Scott Kuzio
- Costumes : Kameron Lennox
- Photographie : Nicolas Karakatsanis
- Montage : Kirk Baxter
- Production : Craig Gillespie, Aaron Ryder et Teddy Schwarzman

Producteurs délégués : Rebecca Angelo, Lauren Schuker Blum, John Friedberg, Michael Heimler, Johnny Holland, Ben Mezrich, Andrew Swett, Kevin Ulrich, Cameron Winklevoss et Tyler Winklevoss
- Sociétés de production : Ryder Picture Company et Black Bear Pictures
- Sociétés de distribution : Sony Pictures Releasing
- Budget : 30 millions de dollars[2]
- Pays de production :  États-Unis
- Langue originale : anglais
- Format : couleur
- Genre : drame biographique
- Durée : 105 minutes
- Dates de sortie[3] : 
  - Canada : 8 septembre 2023 (festival de Toronto)
  - États-Unis : 15 septembre 2023 (sortie limitée)
  - États-Unis, Canada : 22 septembre 2023
  - France : 29 novembre 2023[4]

## Distribution
- Paul Dano (VF : Donald Reignoux ; VQ : Sébastien Reding) : Keith « Roaring Kitty » Gill
- Shailene Woodley (VF : Jessica Monceau ; VQ : Eloisa Cervantes) : Caroline Gill, l'épouse de Keith
- Pete Davidson (VF : Aurélien Raynal ; VQ : Jean-Philippe Baril Guérard) : Kevin Gill, le frère de Keith
- Seth Rogen (VF : Xavier Fagnon ; VQ : Frédéric Desager) : Gabe Plotkin (en)
- Vincent D'Onofrio (VF : Gilles Morvan ; VQ : François Sasseville) : Steve Cohen
- Nick Offerman (VF : Bernard Métraux) : Ken Griffin
- America Ferrera (VF : Fily Keita ; VQ : Rachel Graton) : Jenny Campbell
- Talia Ryder (VF : Rebecca Benhamour ; VQ : Geneviève Déry) : Harmony Williams
- Myha'la Herrold (VF : Esthèle Dumand ; VQ : Célia Gouin-Arsenault) : Riri
- Anthony Ramos (VF : Emmanuel Garijo ; VQ : Nicolas Centeno Benoît) : Marcos Barcia
- Sebastian Stan (VF : Axel Kiener ; VQ : Nicholas Savard L'Herbier) : Vlad Tenev (en)
- Rushi Kota (VF : Pascal Nowak) : Baiju Bhatt
- Clancy Brown (VF : Jean Barney) : Steve Gill, le père de Keith
- Kate Burton (VF : Marie-Martine) : Elaine Gill, la mère de Keith
- Olivia Thirlby (VF : Hélène Bizot) : Yaara Plotkin, l'épouse de Gabe Plotkin
- Dane DeHaan (VF : Thierry D'Armor) : Brad, le collègue de Marcos
- Larry Owens (VF : Lucien Jean-Baptiste) : Chris

 Source et légende : version française (VF) sur RS Doublage ; version québécoise (VQ) sur Doublage.qc.ca

## Production

### Genèse et développement
En janvier 2021, il est annoncé que la Metro-Goldwyn-Mayer a acquis les droits du livre non fictionnel The Antisocial Network: The GameStop Short Squeeze and the Ragtag Group of Amateur Traders That Brought Wall Street to Its Knees de Ben Mezrich, déjà auteur d'un ouvrage ayant servi de base à l'écriture de The Social Network (2010),.
En avril 2022, Craig Gillespie est annoncé à la réalisation. Il participe également à la production du film avec l'aide d'Aaron Ryder (Ryder Picture Company) et Teddy Schwarzman (Black Bear Pictures) ou encore des frères Tyler Winklevoss et Cameron Winklevoss. En octobre 2022, Sony Pictures Entertainment acquiert les droits de distribution du film.

### Attribution des rôles
En septembre 2022, Seth Rogen, Sebastian Stan, Paul Dano et Pete Davidson sont annoncés. En octobre 2022, peu après le début du tournage, la présence de Shailene Woodley est confirmée, suivie quelques jours plus tard de celles de Vincent D'Onofrio, Dane DeHaan et Anthony Ramos.

### Tournage
Le tournage débute le 3 octobre 2022 à Jersey City dans le New Jersey.